# Солёное (озеро, Сладковский район)
Солёное (также Таволжан) — солоноватое бессточное озеро на юге Сладковского района Тюменской области, в правобережье среднего течения реки Ишим, располагается на Ишимской равнине, недалеко от границы с Казахстаном, в 20 километрах к юго-западу от районного центра, села Сладково.

## География
Озеро Солёное со всех сторон окружено лесостепью (осина, берёза), лугами, пастбищами, болотами и солончаками. Берега низкие, местами заболоченные, зарастающие камышом по периметру (степень зарастания составляет до 50 %). Деревня Таволжан расположена на восточном берегу озера, Александровка — недалеко от юго-западной оконечности, а Михайловка — недалеко от южного берега. Ихтиофауна отсутствует.

## Морфометрия
Водоём имеет овальную форму. Береговая линия слабо изрезана. Зеркало озера расположено на высоте 125,2 метра над уровнем моря. Площадь водной поверхности — 71 км². Во время засухи уровень озера понижается и площадь уменьшается. Длина озера составляет около 13,8 км, максимальная ширина — 8,6 км. Глубина озера не превышает 3 м.

## Таволжанский заказник
Озеро примечательно островом Таволжан, расположенным у восточного побережья, напротив деревни Таволжан. Остров соединён с берегом насыпной дамбой. В 1994 году в границах острова образован государственный природный заказник Таволжанский площадью 1070,99 га. Поверхность острова покрыта берёзовым лесом, в котором встречаются яблони, отдельные сосны и пихты, а также степная вишня. Произрастает редкий вид — адонис волжский. Животный мир представлен благородными оленями, маралами, косулями и зайцами.

## Данные Государственного водного реестра
Код объекта в Государственном водном реестре — 14010300211199000000320